# 塩江村
塩江村（しおのえむら）は、香川県香川郡にあった村。

## 人口
| \| 1920年（大正9年） \| 2,361人 \| \| \| 1925年（大正14年） \| 2,395人 \| \| \| 1930年（昭和5年） \| 2,448人 \| \| \| 1935年（昭和10年） \| 2,580人 \| \| \| 1940年（昭和15年） \| 2,515人 \| \| \| 1947年（昭和22年） \| 3,181人 \| \| \| 1950年（昭和25年） \| 3,310人 \| \| \| 1955年（昭和30年） \| 3,002人 \| \| |         |  |
| 総務省統計局 / 国勢調査（1955年） |         |  |
| 1920年（大正9年） | 2,361人 |  |
| 1925年（大正14年） | 2,395人 |  |
| 1930年（昭和5年） | 2,448人 |  |
| 1935年（昭和10年） | 2,580人 |  |
| 1940年（昭和15年） | 2,515人 |  |
| 1947年（昭和22年） | 3,181人 |  |
| 1950年（昭和25年） | 3,310人 |  |
| 1955年（昭和30年） | 3,002人 |  |

## 歴史
- 1890年2月15日 - 町村制施行に伴い、香川郡安原上東村（やすはらかみひがしむら）と安原上村（やすはらかみむら）が合併し、安原上東村が発足。
- 1918年4月3日 - 塩江村に改称。
- 1956年9月30日 - 上西村・安原村と新設合併し、塩江町が発足。同日付で塩江村が廃止。